# أوتر بانكس

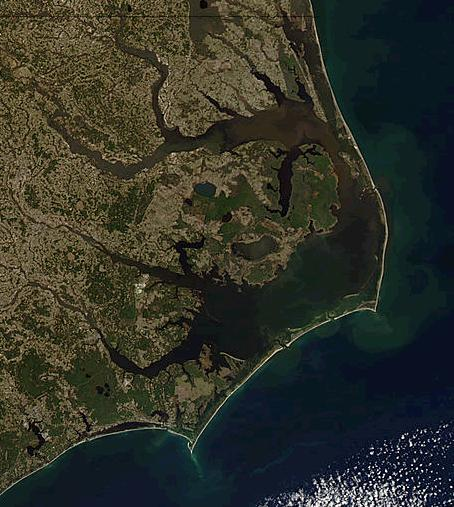
صورة من القمر الصناعي أوتر بانكس: قطاع رقيقة من الرمل في واجهة المحيط الأطلسي

أوتر بانكس (بالإنجليزية: Outer Banks) والمعروفة أيضاً باسم (OBX)، هي عبارة عن سلسلة طويلة من الجزر الحاجزة الضيقة التي تمتد ابتداء من الزاوية الجنوبية الشرقية من ولاية فرجينيا بيتش على الساحل الشرقي من الولايات المتحدة. وعلى مسافة 160 كم قبالة ساحل ولاية كارولينا الشمالية كما تضم جزء صغير من ولاية فرجينيا، كما أنها تغطي معظم الساحل ولاية كارولينا الشمالية، وهي تفصل بين المحيط الأطلسي وخليج البامارل من ناحية الشمال وخليج وبالميكوا من ناحية الجنوب. بدأت أولى محاولات الإنجليز، للاستعمار على أمريكا الشمالية ، من تلك المنطقة قيادة والتر رالي حيث قاتلوا الهنود لأول مرة عام 1583 .